# Nicaragua en el Festival de la OTI
Nicaragua hace su ingreso en el Festival de la OTI en 1974 en Acapulco. En dicha oportunidad fueron representados por Hernaldo Zúñiga con el tema "Gaviota", que quedó en séptima posición.
En su historia, la televisión nicaragüense registra un histórico triunfo en la edición celebrada en Madrid en 1977. En dicha ocasión Eduardo "Guayo" González se alzó con la victoria interpretando el tema "Quincho Barrilete", siendo su autor Carlos Mejía Godoy, un tema de corte infantil que sin embargo contenía una fuerte letra de protesta contra las injusticias sociales, que sorprendentemente logró superar la preselección nicaragüense en pleno régimen de Anastasio Somoza. Sin embargo, a causa de la revolución sandinista, y de los bombardeos que la aviación nicaragüense realizaba sobre varios sectores de la propia capital, Managua, en 1978 Nicaragua no pudo organizar el festival, siendo el primer país vencedor en la historia del certamen en no organizar la edición del año siguiente. Es más, Nicaragua se ausentó del festival hasta 1980. 
De hecho, la televisión nicaragüense nunca organizó una edición internacional del festival.

## Participaciones de Nicaragua en el Festival de la OTI
| Año  | Sede             | Artista                                 | Canción                        | Director orquesta   | Lugar | Pts |
| ---- | ---------------- | --------------------------------------- | ------------------------------ | ------------------- | ----- | --- |
| 2000 | Acapulco         | Lya Barrioz                             | Libera corazón                 |                     | SF    |     |
| 1998 | San José         | Trío Tabú                               | Somos                          |                     | Desc. |     |
| 1997 | Lima             | Keyla Rodríguez                         | Minuto a minuto                |                     | Desc. |     |
| 1996 | Quito            | Manuel Salvador Baltodano               | Oh, luna                       | Claudio Jácome Harb |       |     |
| 1995 | San Bernardino   | Marta Baltodano                         | Esa mirada                     | César Prado         | F     |     |
| 1994 | Valencia         | Álvaro Villagra                         | La sombra del sol              | José Fabra          | SF    |     |
| 1993 | Valencia         | Walmaro Gutiérrez                       | Cuando tengo tu amor           | Raúl Martínez       | 20    |     |
| 1992 | Valencia         | Cristina Somarriba                      | Tocando luz                    | Eugenio Andrade     | -     |     |
| 1991 | Acapulco         | Marta Baltodano                         | América en mis entrañas        | César Prado         | SF    |     |
| 1990 | Las Vegas        | Katia Cardenal                          | Dame tu corazón                | William Sánchez     | 2     |     |
| 1989 | Miami            | Salvador y Katia Cardenal               | Días de amar                   |                     | -     |     |
| 1988 | Buenos Aires     | Raúl Hernández                          | Niña                           | Francisco Cedeño    | 12    | 1   |
| 1987 | Lisboa           | María Lili Delgado                      | La vida es solo sueño          | Andrés Sánchez      |       |     |
| 1985 | Sevilla          | María Eugenia Urroz                     | Carta de amor para este tiempo | Raúl Martínez       |       |     |
| 1984 | Ciudad de México | Violeta Rostrán                         | Vuela, canción                 | Chucho Ferrer       |       |     |
| 1983 | Washington D. C. | René Oliver                             | Pobre de ti y de mi            | Héctor Garrido      | 19    | 32  |
| 1982 | Lima             | Deyanira Toruño                         | Te canto porque te quiero      | Coco Betancourt     | 19    | 3   |
| 1981 | Ciudad de México | Luis Enrique Mejía Godoy                | Así te quiero, amor            | Chucho Ferrer       | 8     | 15  |
| 1980 | Buenos Aires     | Carlos Mejía Godoy y Los de Palacagüina | La chavalita de España         | Horacio Malvicino   | 10    | 15  |
| 1977 | Madrid           | Eduardo "Guayo" González                | Quincho Barrilete              | Manolo Gas          | 1     | 12  |
| 1976 | Acapulco         | Peter Vivas                             | De sol a sol                   | Chucho Ferrer       | 8     | 3   |
| 1975 | San Juan         | Mauricio Peña                           | Quiero agradecer al mundo      |                     | 8     | 4   |
| 1974 | Acapulco         | Hernaldo Zúñiga                         | Gaviota                        |                     | 7     | 4   |